# Вест-Гем (станція)

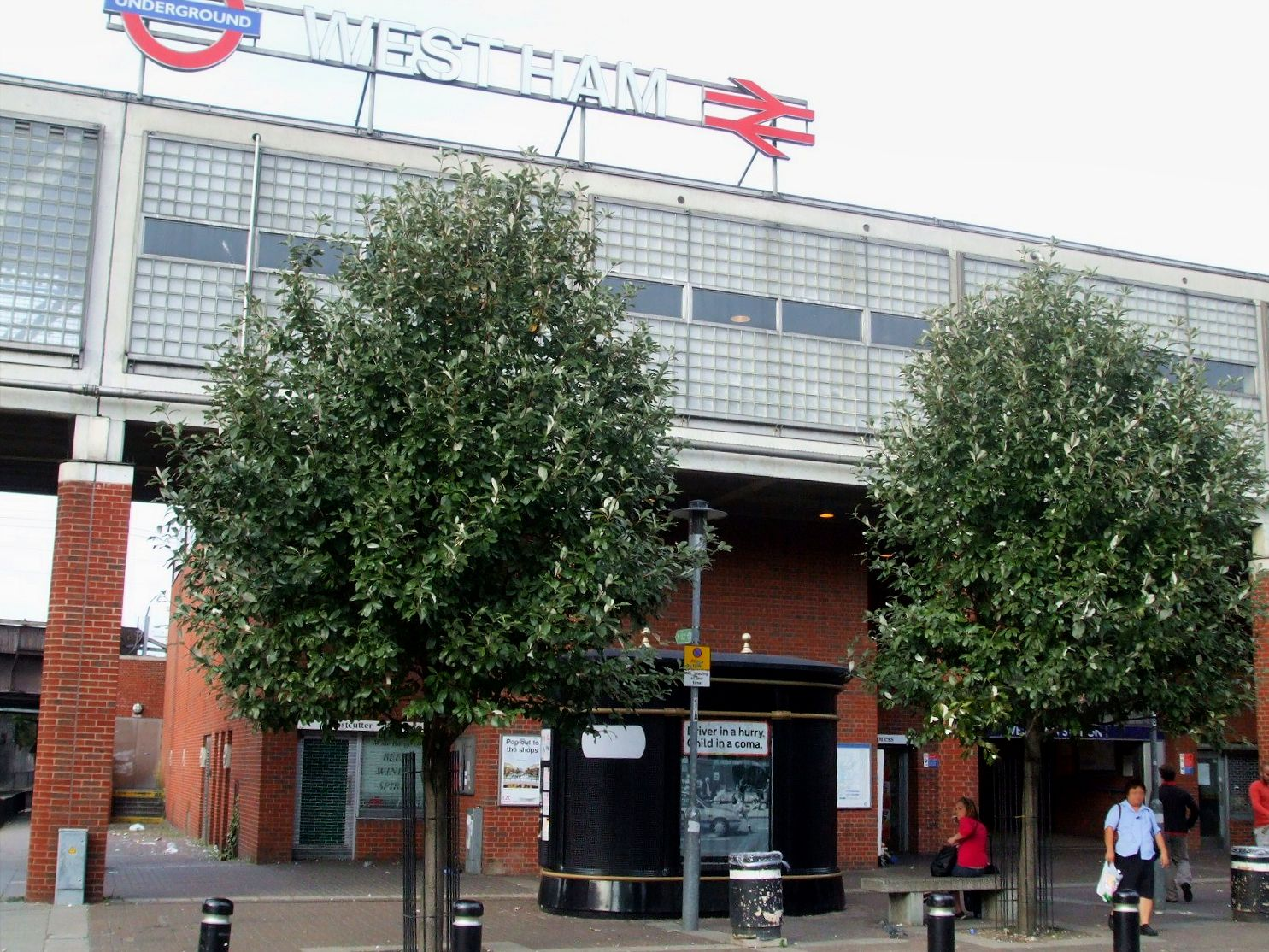
Вхід до станції Вест-Гем

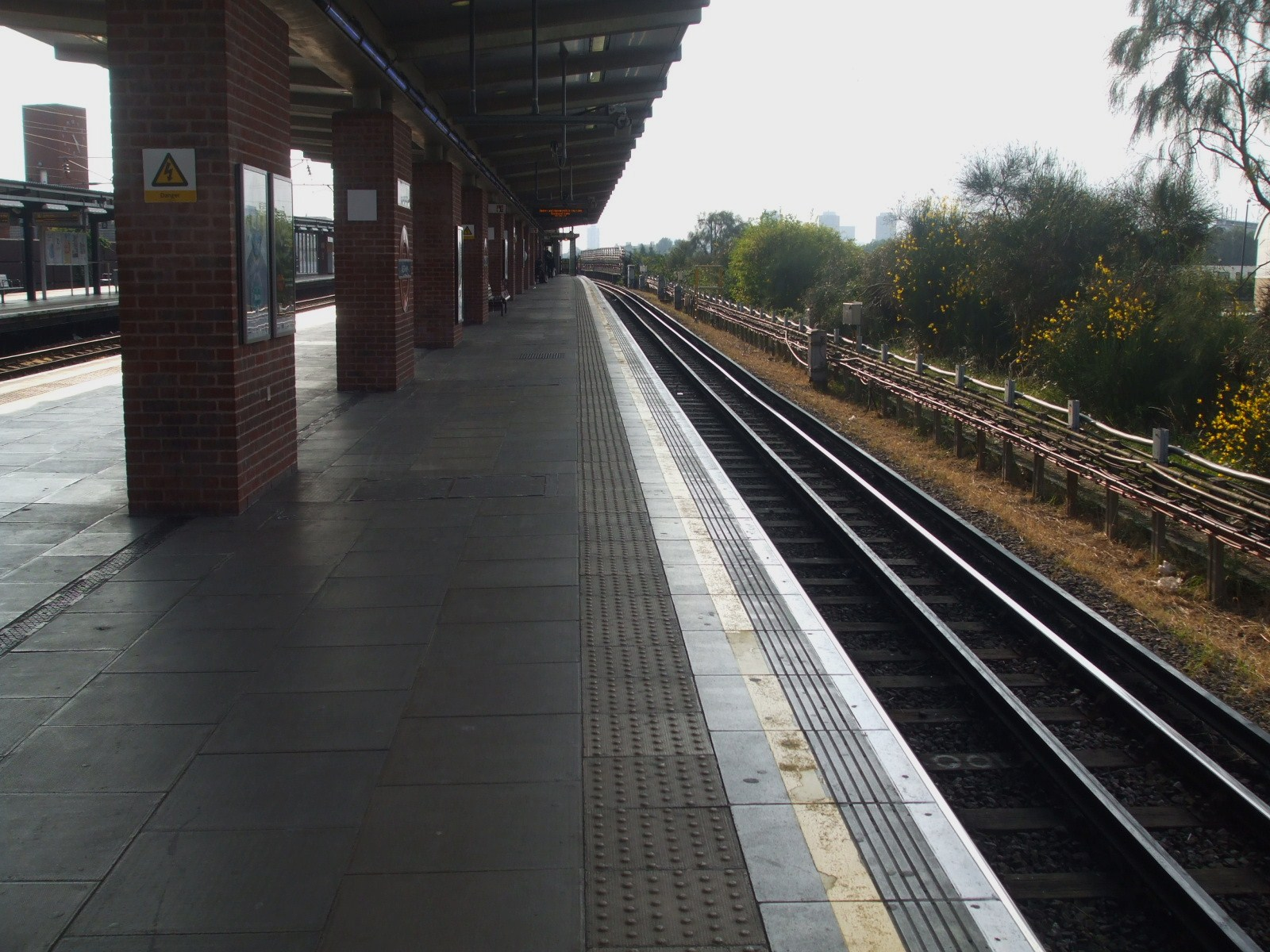
Платформа станції Вест-Гем, лінія Дистрикт

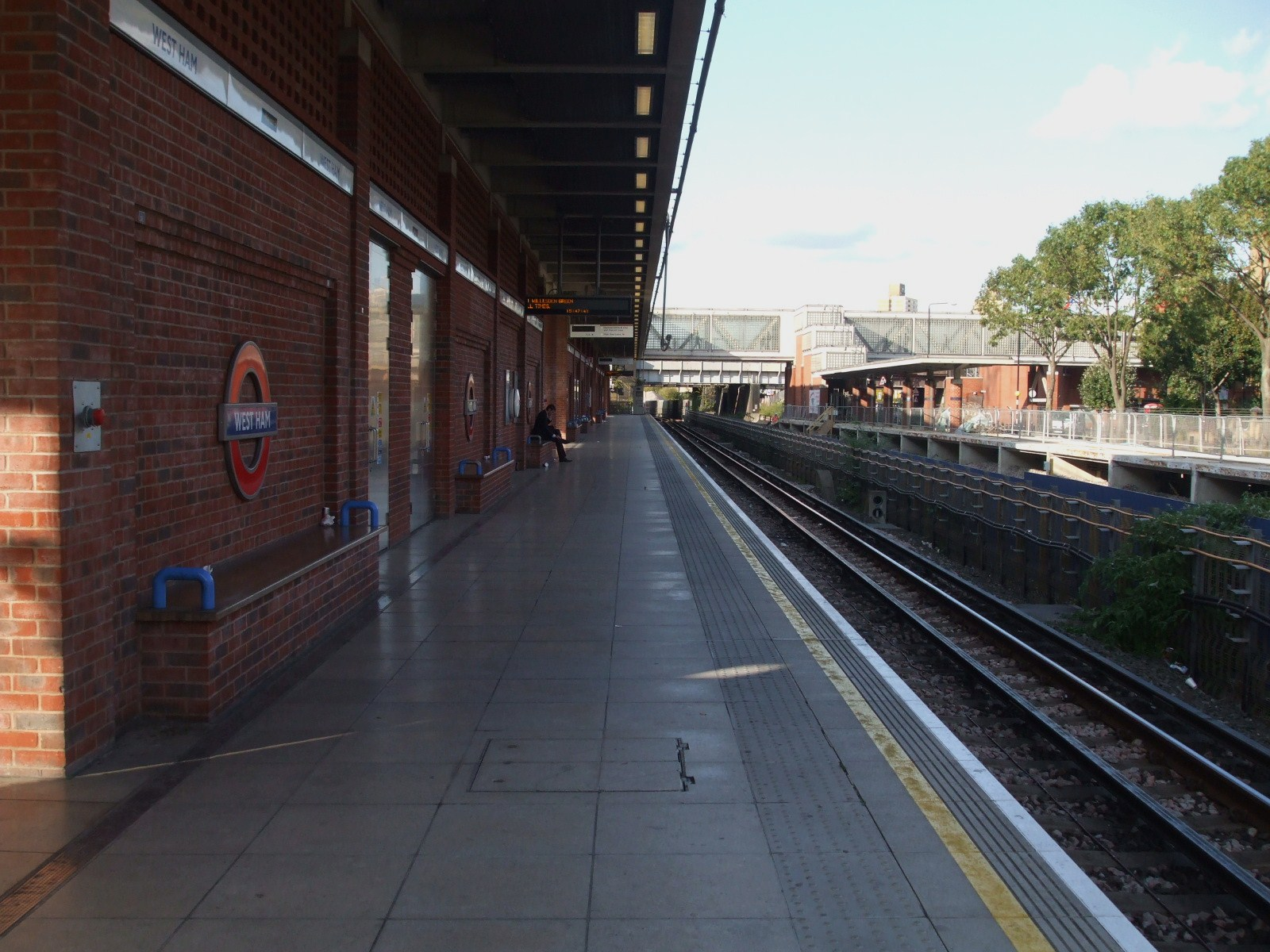
Платформа станції Вест-Гем, лінія Джубилі

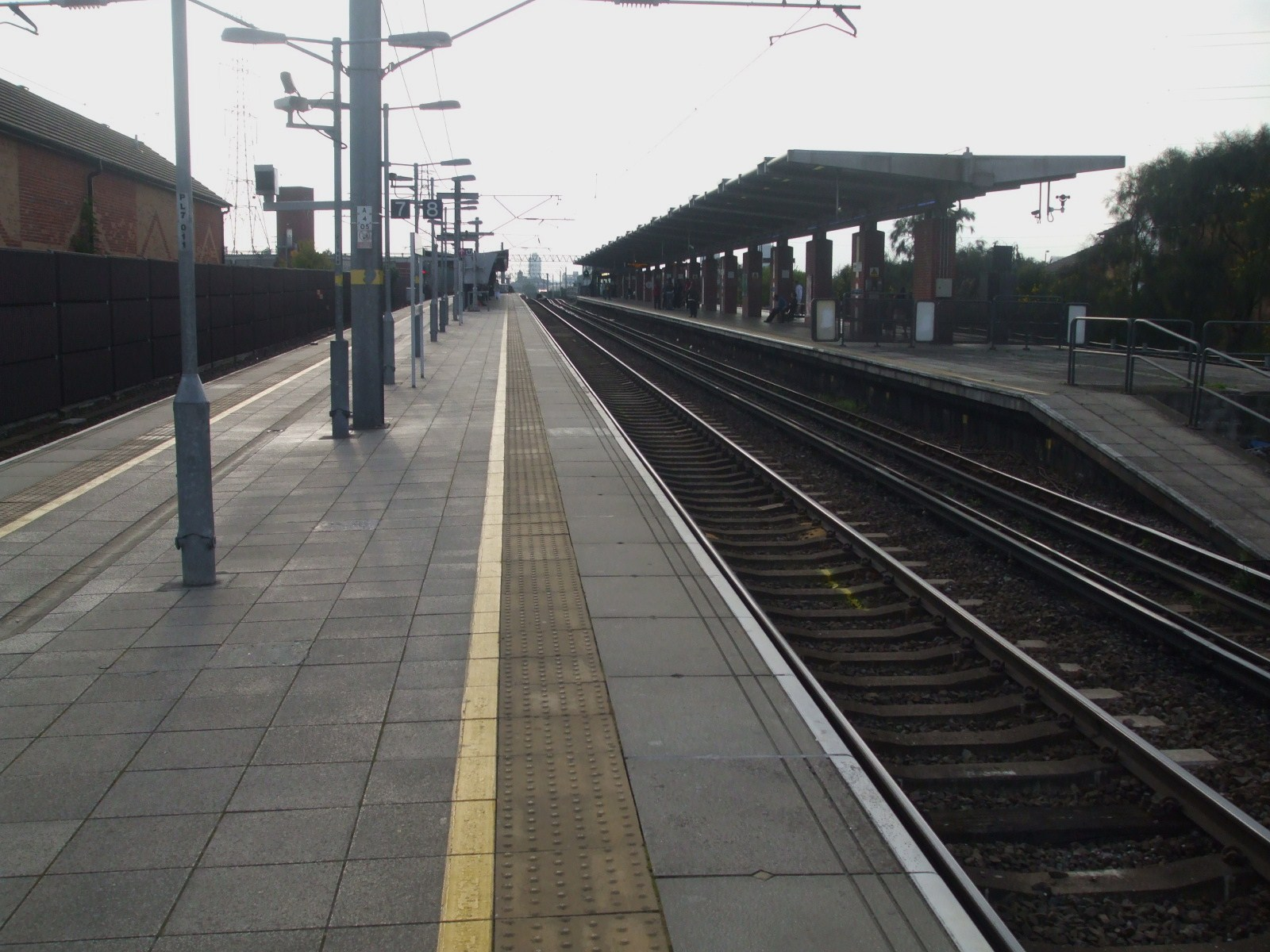
Платформа станції Вест-Гем, c2c

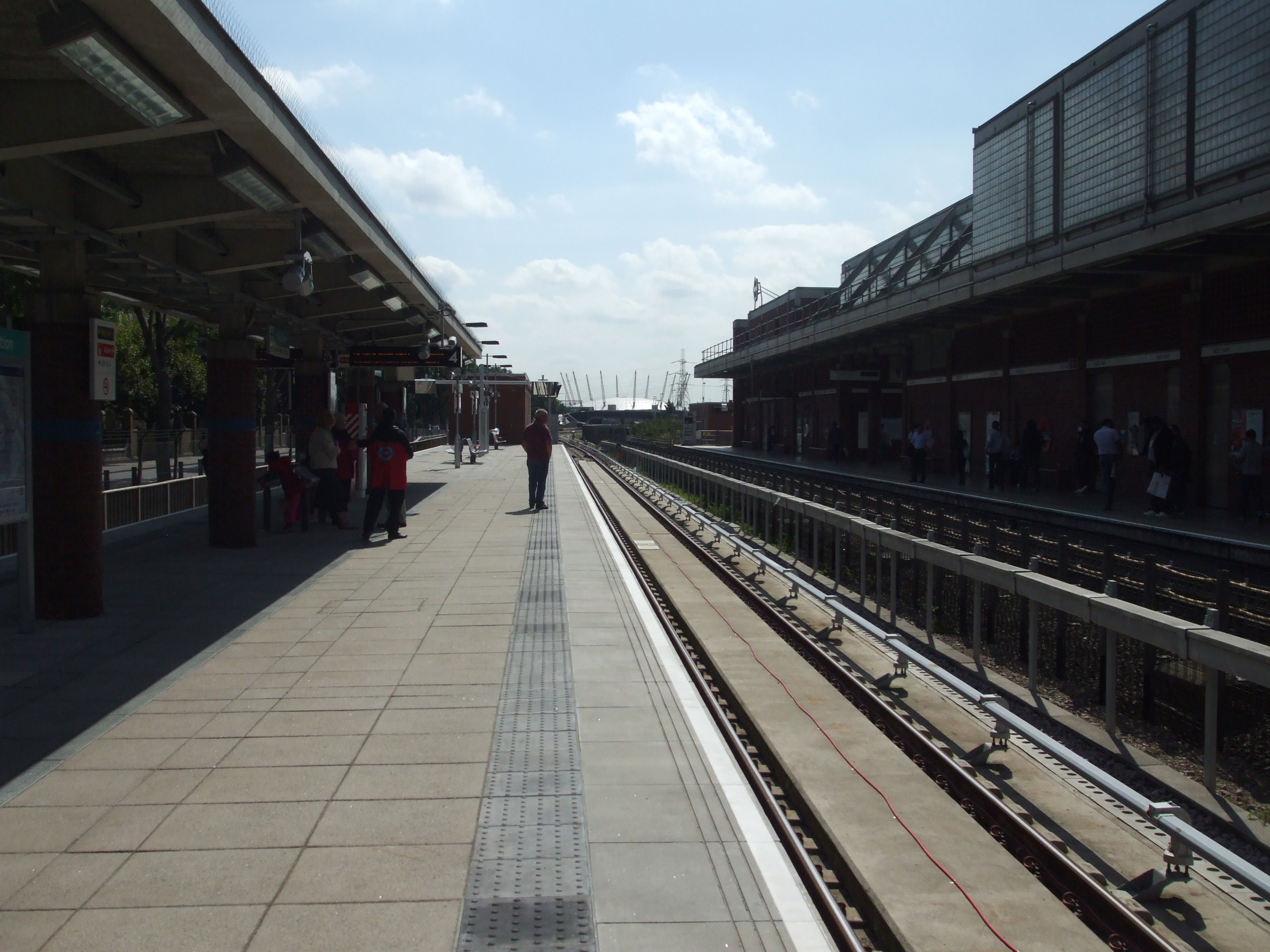
Платформа станції Вест-Гем, Доклендське легке метро

51°31′43″ пн. ш. 0°00′17″ сх. д. / 51.528611° пн. ш. 0.004722° сх. д.
Вест-Гем (англ. West Ham) — пересадна станція Лондонського метрополітену, Доклендського легкого метро (DLR) та National Rail у районі Вест-Гем, Лондон, на межі 2-ї та 3-ї тарифних зон. Для Лондонського метрополітену ліній Дистрикт та Гаммерсміт-енд-Сіті розташована між станціями Бромлі-бай-Боу та Плейстоу, для лінії Джубилі — Стратфорд та Кеннінг-таун, для DLR між станціями Еббі-роуд та Стар-лейн, для National Rail, оператор c2c — за 6.6 км від Фенчерч-стріт між станціями Лаймхаус та Баркінг. В 2017 році пасажирообіг станції Лондонського метрополітену — 4.41 млн пасажирів

## Історія
- 1. лютого 1901 — відкриття станції у складі London, Tilbury and Southend Railway та North London Railway
- 2. червня 1902 — відкриття трафіку лінії Дистрикт[4]
- 1913 — припинення трафіку London, Tilbury and Southend Railway
- 1916 — припинення трафіку North London Railway
- 2. листопада 1924 — перейменування станції на Вест-Гем (Манор-роуд)
- 30. березня 1936 — відкриття трафіку лінії Метрополітен (з 1988, на цій дільниці Гаммерсміт-енд-Сіті).[4]
- 7. вересня 1940 — припинення трафіку через руйнівні авіаудари
- 11. серпня 1941 — відновлення трафіку[5]
- 1. січня 1969 — перейменування станції на Вест-Гем
- 1979 — відкриття трафіку Північно-Лондонської лінії
- 14. травня 1999 — відкриття трафіку ліній c2c та Джубилі[6]
- 9. грудня 2006 — припинення трафіку Північно-Лондонської лінії
- 31. серпня 2011 — відкриття трафіку Доклендського легкого метро.[7]

## Пересадки
- На автобуси London Buses маршруту 276[8][9]

## Послуги
| Попередня станція | Лінія                           | Лінія                                      | Лінія | Наступна станція |
| ----------------- | ------------------------------- | ------------------------------------------ | ----- | ---------------- |
| Стратфорд         |                                 | Лондонське метро Лінія Джубилі             |       | Кеннінг-таун     |
| Бромлі-бай-Боу    |                                 | Лондонське метро Лінія Гаммерсміт-енд-Сіті |       | Плейстоу         |
| Бромлі-бай-Боу    | Лондонське метро Лінія Дистрикт |                                            |       | Плейстоу         |
| Еббі-роуд         |                                 | Доклендське легке метро                    |       | Стар-лейн        |
| Лаймхаус          |                                 | National Rail c2c                          |       | Баркінг          |